# Yucca lacandonica
Yucca lacandonica (Trivialnamen: Quim Yucca, Tropical Yucca) ist eine Pflanzenart der Gattung Yucca in der Familie der Spargelgewächse (Asparagaceae).

## Beschreibung
Yucca lacandonica wächst epiphytisch oder terrestrisch mit 2 bis 4 m langem, dünnen, gebogenen Stamm. Der Stammdurchmesser an der Basis beträgt bis zu 20 cm. Die variablen, weichen, gezahnten, grünen Laubblätter mit gelben Rändern sind 30 bis 80 cm lang und 1 bis 3 cm breit.
Der in den Blättern beginnende, verzweigte, kurze Blütenstand wird 0,4 bis 0,6 m hoch. Die hängenden, glockigen, weißen Blüten weisen eine Länge von 3 bis 4 cm und einen Durchmesser von etwa 1 cm auf.
Die Blütezeit reicht von Mai bis Juni.

## Verbreitung
Yucca lacandonica ist in den tropischen Zonen, in dichten immergrünen Wäldern in Mexiko auf der Halbinsel Yucatan in Höhenlagen zwischen 800 und 1000 Metern verbreitet.

## Systematik
Diese Art ist kaum bekannt. Yucca lacandonica ist ein Vertreter der Sektion Yucca Serie Yucca, jedoch geographisch isoliert. Yucca lacandonica ist eng verwandt mit Yucca elephantipes.
Die Erstbeschreibung durch Arturo Gómez Pompa und Javier Valdés unter dem Namen Yucca lacondonica ist 1962 veröffentlicht worden.

## Bilder
Yucca lacandonica:

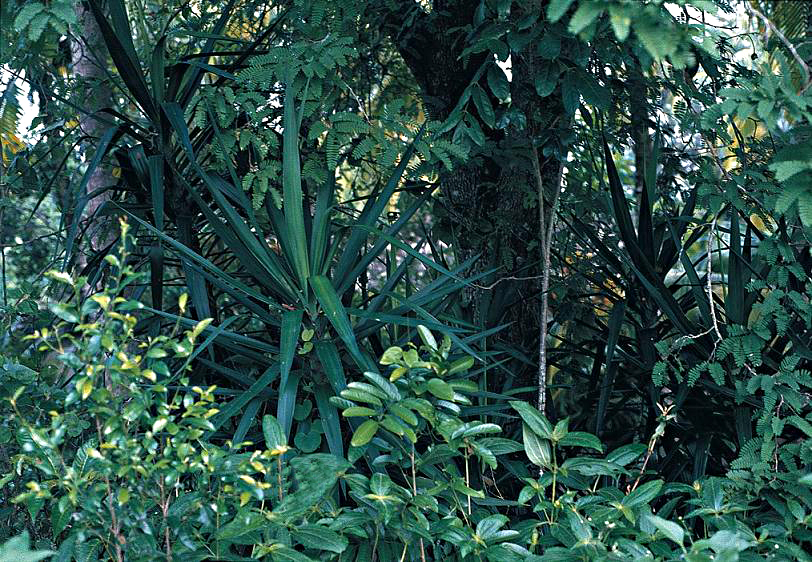
Im Gebüsch in Mexiko
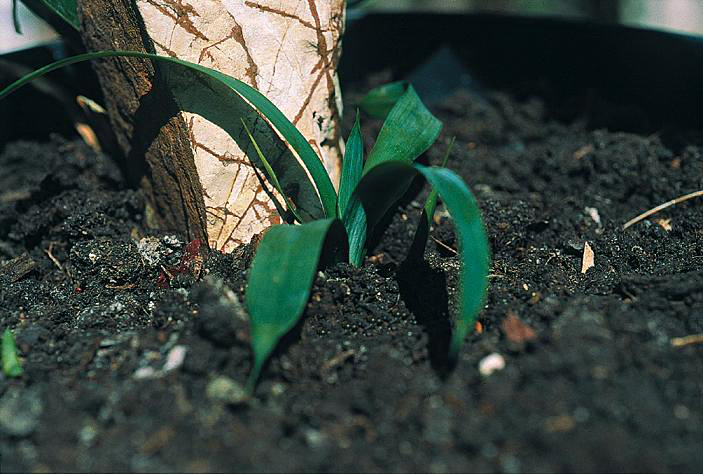
Jungpflanze in Kultur